# Peonin
Peonin ist ein Diglucosid des Peonidins und gehört zur Gruppe der Anthocyane. Die Grundstruktur ist das Flavylium-Kation. 
Es ist nicht genau bekannt, welche die Gegenionen kationischer Anthocyanine in Pflanzen sind (vermutlich handelt es sich um organische Anionen), isoliert werden sie aber meist als Chloride. Daher sind in der nebenstehenden Infobox Daten zu Peoninchlorid angegeben.

## Vorkommen

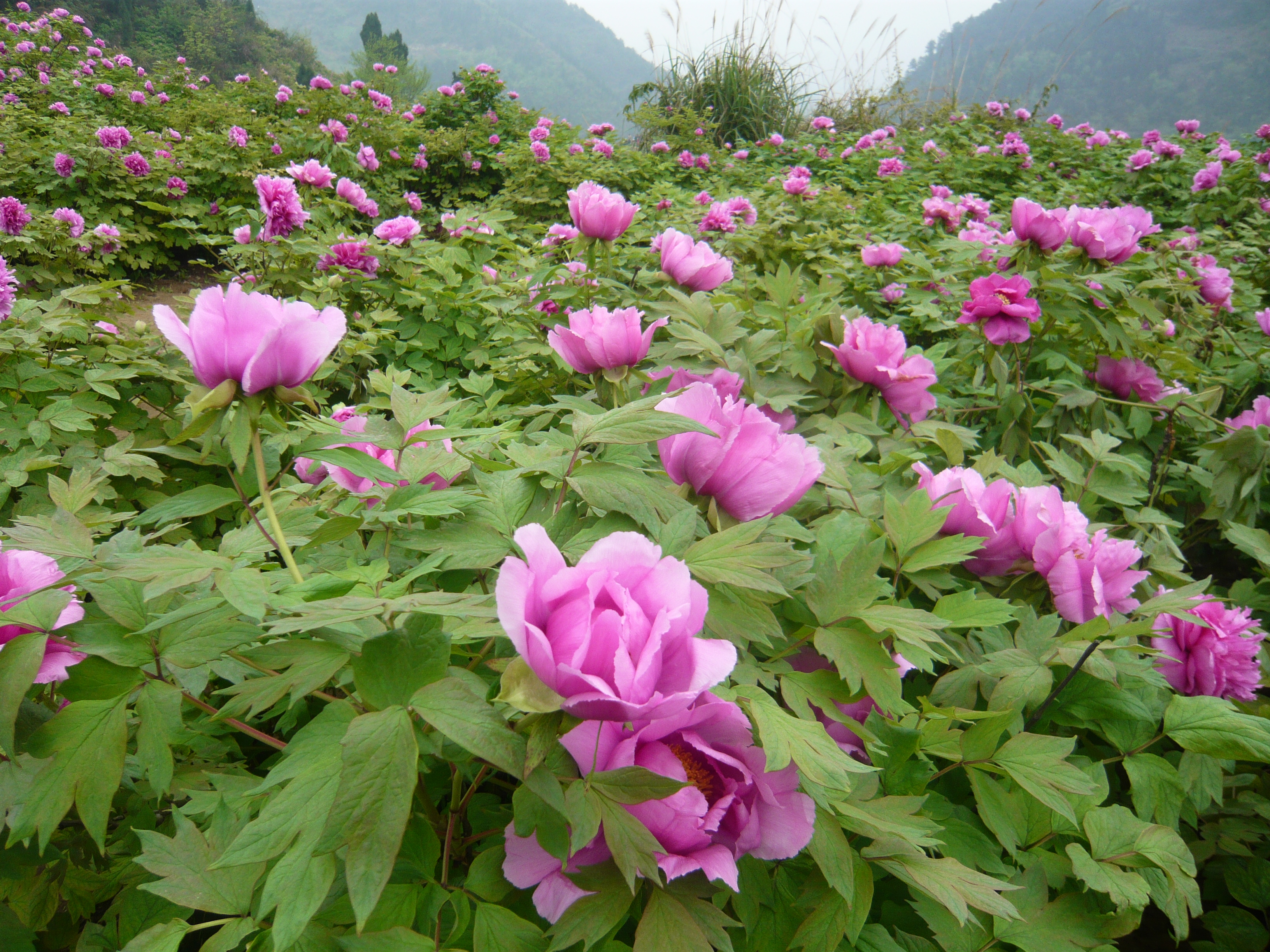
Peonin kommt in Pfingstrosen vor

Peonin kommt als Pigment in verschiedenen Blumen, darunter mehreren Arten von Rosen (Gattung Rosa), sowie Pfingstrosen, Gartengeranien und Fuchsien vor. In einer umfangreichen Studie zum Auftreten von verschiedenen Anthocyanen in Rosen enthielten 52 % der untersuchten Pflanzen Peonin. In dieser Studie wurde Bildung von Peonin auch über mehrere Generationen vererbt. Auch Trauben und Rotweine, Süßkirschen (Prunus avium, Rosaceae) und zahlreiche andere Pflanzen enthalten Peonin und andere Anthocyane. Während der Reifung der Früchte ist der Gehalt an Peonin zunächst gering, nimmt aber mit der Zeit zu.